# Leucanitis chinensis
Leucanitis chinensis là một loài bướm đêm trong họ Noctuidae.